# Cyperus vandervekenii
Cyperus vandervekenii är en halvgräsart som beskrevs av Reynders, Dhooge och Paul Goetghebeur. Cyperus vandervekenii ingår i släktet papyrusar, och familjen halvgräs.
Artens utbredningsområde är Rwanda. Inga underarter finns listade i Catalogue of Life.